# Franc
Franc är från början namnet på en gammal fransk (Francorum Rex) valuta. Francen har rötter i senare halvan av 1300-talets Frankrike under Johan II av Frankrike.
Med den franska revolutionen infördes 1795, samtidigt med metersystemet, franc som den enda valutan och utgjorde sedan 1803 enheten i det franska myntsystemet. Franc förblev Frankrikes valuta till och med övergången till Euro 2002 (de facto, dock beslutat 1999). I samband med Charles de Gaulles tillträdande som president för den nybildade femte republiken i januari 1959, devalverades francen med 29 procent. Samtidigt infördes en valutareform där alla sedlar och mynt skulle bytas ut mot nya. Den nya francen värdesattes till 1 ny Franc mot 100 gamla. "Två nollor ströks" och samtidigt återinfördes de 1945 avskaffade centimes (1 franc = 100 centimes). Den "äldre" francen kallades därefter Gamla franc.
Franc har använts som valuta i en rad länder med anknytning till det franska kolonialväldet där de flesta länder idag är samlade i Organisation internationale de la francophonie.

## Aktuella valutor
Idag används franc som valuta i följande områden och länder:
- Burundi - burundisk franc
- CFA-franc - Västafrikanska franc / BCEAO
  - Benin
  - Burkina Faso
  - Elfenbenskusten
  - Guinea-Bissau
  - Mali
  - Niger
  - Senegal
  - Togo
- CFA-franc - Centralafrikanska franc / BEAC 
  - Centralafrikanska republiken
  - Ekvatorialguinea
  - Gabon
  - Kamerun
  - Republiken Kongo
  - Tchad
- CFP-franc - Stillahavsfranc / IEOM
  - Franska Polynesien
  - Nya Kaledonien
  - Wallis och Futunaöarna
- Djibouti - djiboutisk franc
- Guinea - guinesisk franc
- Komorerna - komoransk franc
- Kongo-Kinshasa - kongolesisk franc
- Liechtenstein - schweizisk franc
- Rwanda - rwandisk franc
- Schweiz - schweizisk franc

## Historiska valutor
Tidigare användes franc i den Latinska myntunionen och fram till 31 juli 2003 var madagaskisk franc valutan i Madagaskar. 
Den belgiska, franska och luxemburgska francen har numera ersatts av euro.